# كوكو مارتن
كوكو مارتن هو منتج أفلام وعارض وكاتب سيناريو وممثل فلبيني، ولد في 1 نوفمبر 1981 بكيزون في الفلبين.

## وصلات خارجية
- كوكو مارتن على موقع IMDb (الإنجليزية)
- كوكو مارتن على موقع ألو سيني (الفرنسية)
- كوكو مارتن على موقع ميوزك برينز (الإنجليزية)
- كوكو مارتن على موقع أول موفي (الإنجليزية)
- كوكو مارتن على موقع قاعدة بيانات الفيلم (الإنجليزية)
- كوكو مارتن على موقع كينوبويسك (الروسية)